# 車士活站
車士活站（英語：Chatswood railway station），位於澳大利亞新南威爾斯州首府悉尼北岸的車士活，為北岸與西線（North Shore & Western Line）、北線（Northern Line）及地鐵西北線（Metro North West & Bankstown Line）的轉車站。